# N (игра)
N — бесплатная компьютерная игра-платформер, созданная компанией Metanet Software на технологии Flash. Примечательна применением нестандартного подхода к жанру платформеров — высокая сложность игры компенсируется бесконечными жизнями, и наоборот — благодаря этим особенностям игра является предшественницей и вдохновителем таких игр, как Super Meat Boy и Limbo. Получила призы зрительских симпатий на Independent Games Festival 2005 и Slamdance Guerilla Gamemaker Competition’s 2006.

## Описание
Игрок управляет ниндзя, который должен добраться мимо врагов и ловушек до переключателя, открывающего дверь, и затем войти в неё. Если игрок задел врагов (упал на мину, сбило ракетой, убило лазером, убило током), то придётся начинать уровень заново. Игра заканчивается, если истекло время, отведённое на прохождение уровня, придётся начинать эпизод заново. Время можно увеличивать, собирая «золото»: один квадратик «золота» добавляет две секунды.
Игра делится на 100 эпизодов (00—99), каждый из которых состоит из пяти уровней. Изначально даётся возможность играть в эпизоды 00, 10, …, 90. Доступ к следующему эпизоду даётся при прохождении предыдущего. При прохождении в каждой десятке последнего эпизода в настройках добавляется возможность изменить цвет персонажа на новый, а после прохождения всех — на любой с помощью ползунков RGB. После прохождения эпизодов 00—59 открывается возможность «overclocking», увеличивающая скорость игры до 10 раз.
В игре есть пробный режим — на нём отключается таймер и появляется возможность пролистывать уровни, но за такое прохождение не даётся цвет в конце колонки и нельзя подтвердить свой рекорд в Интернете.
Также была создана модификация NReality .
Помимо официальной Linux-версии существует неофициальная Linux-версия. Причиной её создания послужило то, что оригинальная игра требует для запуска устаревшую системную библиотеку GTK 1, которая не установлена в новых дистрибутивах по умолчанию (установлена GTK 2), и её приходится устанавливать вручную. Кроме того, оригинальная игра использует устаревшую звуковую систему OSS v.3, которая монопольно захватывает устройство звука — то есть звука в игре или не было, или звук был только в ней, а в остальной системе пропадал. В неофициальной версии используется новейший на момент перепаковки игры Adobe Flash Player для Linux.

## Версии
Список версий:
| 2.0  | 17 мая 2013    |
| 1.4  | 15 мая 2005    |
| 1.3  | 2 июля 2004    |
| 1.2  | 25 апреля 2004 |
| 1.05 | 28 марта 2004  |
| 1.03 | 17 марта 2004  |
| 1.01 | 5 марта 2004   |
| 1.00 | 1 марта 2004   |

## Игровой процесс
Управление осуществляется с клавиатуры. Используются шесть настраиваемых кнопок: влево, вправо, прыжок, пауза, самоубийство (для некоторых безвыходных ситуаций) и кнопка босса.
При помощи последовательных нажатий можно осуществить сложные действия: скольжение по наклонной и отвесной стене, прыжок от стены.
Если удерживать прыжок, то ниндзя прыгнет дальше, чем если просто нажать прыжок.
Если в момент касания стены (в полёте) нажать прыжок, то ниндзя отскочит от стены.
Если в момент касания стены удерживать курсорную клавишу движения по направлению к стене, то ниндзя начнёт медленно скользить по стене.
Кроме того, опытными игроками могут использоваться такие сложные приёмы, как прыжки от углов (corner-jumps), быстрые подъёмы в узких проходах (chimney) и т. д.

## Пользовательские уровни
Кроме основных уровней, игра поддерживает возможность создавать и добавлять свои. В том числе в игру уже включены те пользовательские уровни, которые разработчики посчитали достаточно интересными или красивыми. В версии на ноябрь 2006 года игра содержала 197 таких уровней.
Для обмена пользовательскими уровнями существует архив NUMA Архивная копия от 31 августа 2009 на Wayback Machine (N Users Maps Archive). На 1 февраля 2010 год в архиве содержится 192354 карты.